# Euclysia abadiraria
Euclysia abadiraria är en fjärilsart som beskrevs av Charles Oberthür 1911. Euclysia abadiraria ingår i släktet Euclysia och familjen mätare. Inga underarter finns listade i Catalogue of Life.